# Istituto tecnico dei trasporti e logistica Nautico San Giorgio
L'Istituto tecnico dei trasporti e logistica Nautico San Giorgio (I.T.T.L. Nautico San Giorgio) è una scuola secondaria di secondo grado di Genova.

## Storia
La prima testimonianza di scuola governativa a indirizzo nautico di Genova è contenuta negli editti e patenti del re di Sardegna Vittorio Emanuele, che il 16 gennaio 1816 volle istituire una regia scuola a completamento degli studi di nautica, da sempre parte delle scienze universitarie della città. Nel Lunario Genovese del 1818 compare il nome del "Sig. Cav. Aut. Davico", primo professore della Scuola Regia di Nautica del quale si conosca il nome. 
Nel maggio 1853 furono avviate, con un po' di ritardo rispetto agli indirizzi meccanici, le "scuole di Nautica mercantile e di Costruzioni Navali" per la formazione di marittimi e costruttori navali che avessero compiuto almeno 14 anni di età, entrambi dalla durata di quattro anni. Nel 1854 vennero stanziate 2300 lire per la creazione di una "sala a tracciare" per il corso di Costruzioni Navali, sopra all'anfiteatro dell'istituto, nel palazzo Pagano Doria di via San Matteo che ospitava la scuola.

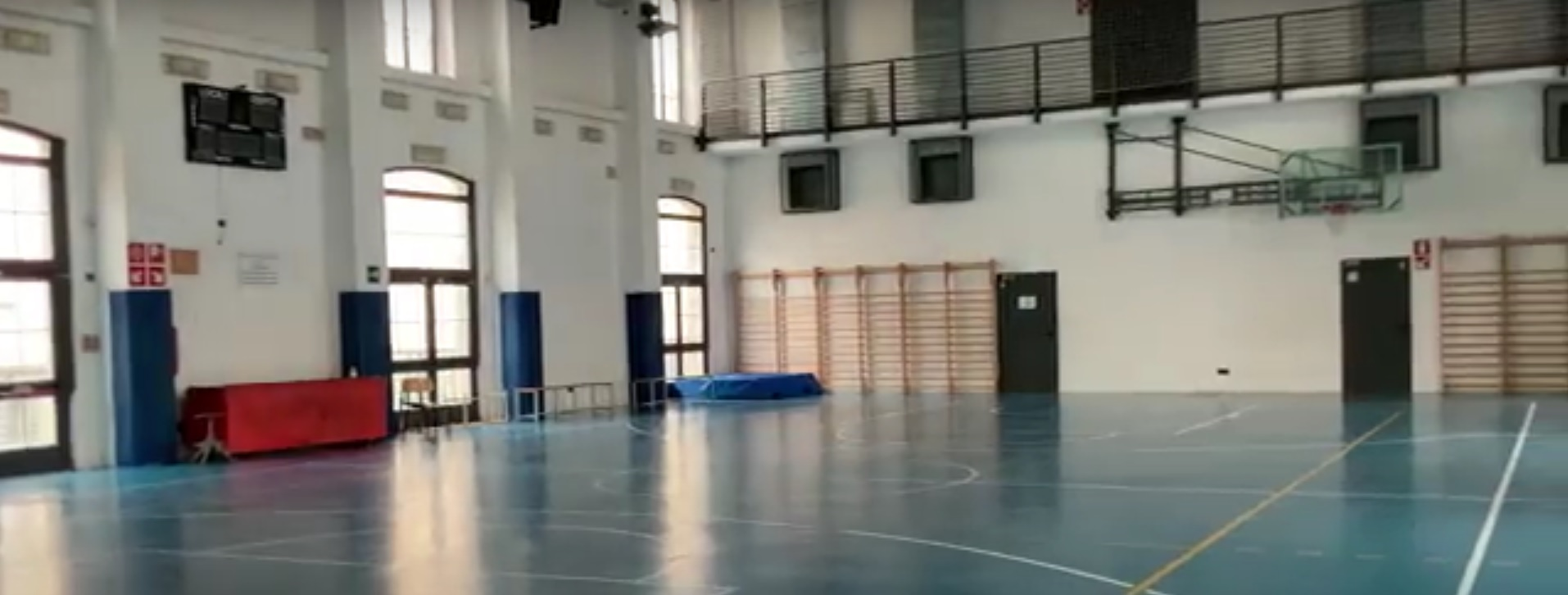

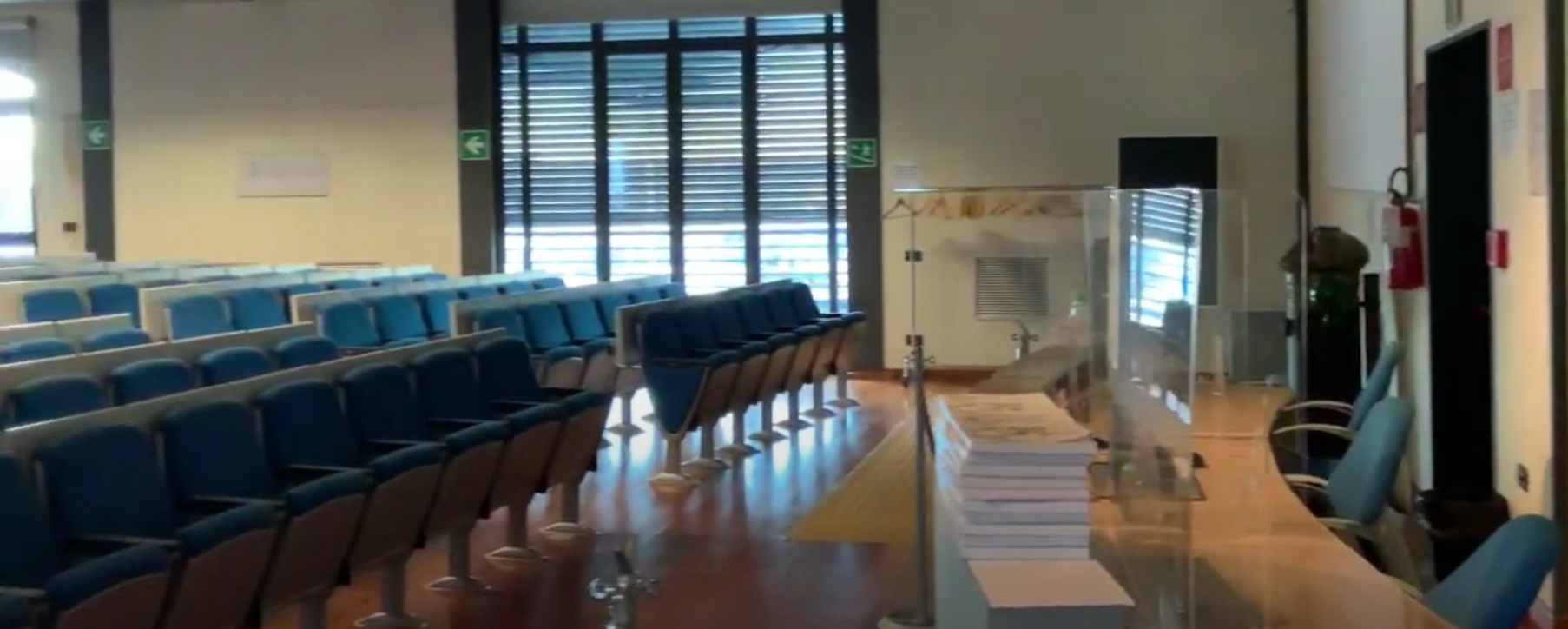

Con regio decreto del 18 ottobre del 1865 la Regia scuola Nautica fu sostituita dall'Istituto Reale di Marina Mercantile, comprendente i corsi di Capitani, Costruttori e Macchinisti Navali. Fino al 1921 l'istituto fu ospitato in palazzo Bartolomeo Lomellini di largo Zecca, sede del regio istituto Tecnico "Vittorio Emanuele II". Dopo l'ottenimento dell'autonomia, con il nome di San Giorgio (1921), esso si trasferì nella sede provvisoria di piazza Palermo, nel cui cortile fu installato il grande albero di manovra della Goletta Miseno. 
Nel 2005, l'istituto "San Giorgio" prese parte alla fondazione dell'Accademia italiana della marina mercantile. Si è quindi dotato di due imbarcazioni a vela "Bavaria 44", una a Genova e una a Camogli, adoperate a beneficio degli alunni del corso di "coperta". Al 2007 risale il trasferimento nella nuova sede di calata Darsena, già magazzino portuale, all'interno del porto di Genova. cui si affiancano la sede staccata di Camogli e le succursali nel polo scolastico di via Dino Col.
Nel 2008-2010, con la riforma degli istituti tecnici, la denominazione della scuola è mutata in Istituto Tecnico dei Trasporti e della Logistica "Nautico San Giorgio". e l'offerta formativa si è articolata negli indirizzi: costruzione del mezzo (navale); conduzione del mezzo navale, del mezzo aereo e di apparati e impianti; e logistica. Dal 2016, grazie a una donazione, la scuola dispone della "Nina VI", uno yacht classico Cruiser-Racer di 16 metri progettato nel 1960 da Philip Rhodes e costruito presso i Cantieri Sangermani di Lavagna, vincitore della Giraglia nel 1961 e nel 1964.